# Língua tunni
Tunni (também Af-Tunni) uma língua da Somália falada   por cerca de 214 mil pessoas do subgrupo tunni do clã somali Rahanweyn que vivem em Shabeellaha Hoose, Jubbada Dhexe e em partes das regiões Bay no sul da Somália. A língua é tipicamente classificada no grupo Digil dos idiomas somalis. Tunni é distinta de  somali, com uma estrutura fonológica e de sentenças diferente.